# Sudhir Mishra
Sudhir Mishra (ur. 22 stycznia 1959 w Lucknow) – indyjski reżyser i scenarzysta filmowy. Realizuje filmy w oparciu o własne scenariusze. Do najbardziej chwalonych przez krytyków należą Hazaaron Khwaishein Aisi, Dharavi i Piękna kurtyzana.
Ukończył Delhi University, stworzył tam zespół teatralny, potem pracował w Pune, od 1980 roku w Mumbaju.

## Filmografia

### Reżyser
- 1987: Yeh Woh Manzil To Nahin
- 1987: Main Zinda Hoon
- 1991: Dharavi
- 1996: Is Raat Ki Subah Nahin
- 1999: Nyaay (serial)
- 2003: Calcutta Mail
- 2004: Piękna kurtyzana (Chameli)
- 2005: Hazaaron Khwaishein Aisi
- 2007: Khoya Khoya Chand
- 2010: Tera Kya Hoga Johnny
- 2011: Yeh Saali Zindagi
- 2011: Mumbai Cutting (segment The Ball)
- 2013: Inkaar
- 2013: Kirchiyaan (krótkometrażowy)
- 2017: Life Support (krótkometrażowy)
- 2018: Daas Dev
- 2020: Poważni ludzie (Serious Men)
- 2023: Afwaah

### Scenarzysta
- 1983: Jaane Bhi Do Yaaron
- 1984: Mohan Joshi Hazir Ho!
- 1985: Khamosh
- 1987: Yeh Woh Manzil To Nahin
- 1987: Yeh Woh Manzil To Nahin
- 1987: Main Zinda Hoon
- 1991: Dharavi
- 1996: Is Raat Ki Subah Nahin
- 1999: Arjun Pandit
- 2003: Calcutta Mail
- 2004: Piękna kurtyzana (Chameli)
- 2005: Hazaaron Khwaishein Aisi
- 2007: Khoya Khoya Chand
- 2010: Tera Kya Hoga Johnny
- 2011: Yeh Saali Zindagi
- 2011: Mumbai Cutting (segment The Ball)
- 2013: Inkaar
- 2013: Kirchiyaan (krótkometrażowy)
- 2017: Life Support (krótkometrażowy)
- 2018: Daas Dev
- 2023: Afwaah

### Aktor
- 2007: Traffic Signal

## Nagrody i nominacje
- 1987 Nagroda Indira Gandhi za Najlepszy Debiut Reżyserski: Yeh Woh Manzil To Nahin (1987)
- 1989 National Film Award for Best Film on Other Social Issues: Main Zinda Hoon (1988)
- 2006 Nagroda Filmfare za Najlepszy Scenariusz: Hazaaron Khwaishein Aisi (2005)
- nominacja do Nagroda Zee Cine za Najlepszy Scenariusz - Calcutta Mail